# Кошачий пересмешник
Коша́чий пересме́шник, или кошачья птица, или пти́ца-ко́шка (лат. Dumetella carolinensis), — североамериканская певчая птица семейства пересмешниковых.

## Описание
Длина тела кошачьего пересмешника от 21 до 24 см, крылья короткие закруглённые, хвост длинный закруглённый. Оперение серое, шапочка и хвост чёрные, низ каштанового цвета. Короткий клюв чёрный, также как глаза и лапы. Восточные популяции имеют более тёмную окраску, чем западные. Мужская и женская особи похожи. Птица подражает крикам других певчих птиц, а также «мяукает».

## Местообитание
Кошачий пересмешник распространён в Канаде в Британской Колумбии, Альберте, Саскачеване и Манитобе, в США от Орегона до Нью-Мексико и на востоке до побережья. Она зимует на юго-востоке США, в Мексике вдоль восточного побережья и на Карибских островах. Птица обитает в густых зарослях, на лесных опушках и полянах, на брошенных фермах и реках, избегая местности, где слишком много хвойных деревьев.

## Поведение
Кошачий пересмешник активен днём, скрываясь в кустарнике. Обычно он летает только на короткие дистанции от ветви к ветви, избегая перелётов над открытой местностью. Птица ищет на земле насекомых, семена и ягоды.

## Размножение
Сезон гнездования продолжается с апреля вплоть до раннего августа. В это время моногамная птица обычно дважды откладывает яйца. Гнездо строит в кустах или среди густых нижних ветвей деревьев, иногда из клочков бумаги. Самка откладывает от 2 до 5 голубых яиц и высиживает одна примерно 2 недели. Обе родительских птицы прячут птенцов под крылом и кормят их маленькими беспозвоночными. На 10 — 11 день молодые птицы встают на крыло, через следующие 12 дней становятся самостоятельными, а через год половозрелыми.
Часто буроголовый коровий трупиал подкладывает в гнездо кошачьего пересмешника свои яйца, но, как правило, кошачий пересмешник узнаёт свои собственные яйца и избавляется от чужих. Однако если буроголовый коровий трупиал быстро заменяет выброшенные яйца, кошачьего пересмешника это сбивает с толку настолько, что он начинает принимать чужие яйца за собственные и выбрасывает собственные яйца из гнезда. Однако это происходит довольно редко.